# Мильна плівка

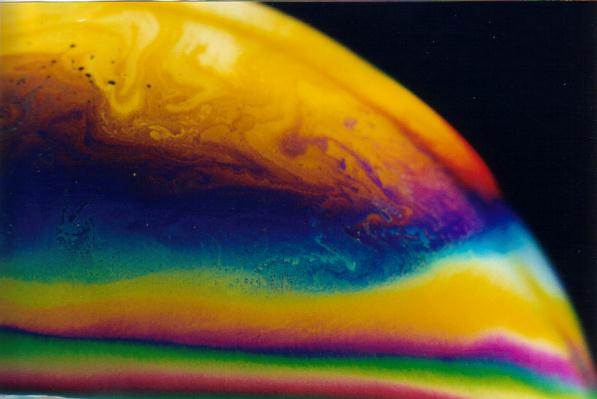
Мильна плівка на бульбашці. Спостерігається явище інтерференції. Гра кольорів.

Ми́льна плі́вка (рос. мыльная пленка, англ. soap film) — термін вживається для П/В/П плівок (П/В/П означає повітря/вода/повітря, тобто це плівка води, з обох сторін оточена повітрям), стабілізованих поверхнево-активними речовинами, незважаючи на те, що ця оболонка не складається з мила, та й поверхнево-активна  речовина, що стабілізує, не обов'язково є милом.

## ньютонівська чорна плівка
англ. Newton black film
Розрізняють два типи рівноважних мильних плівок: звичайна чорна плівка — товщина ≥7 нм, яка значно змінюється при малих змінах складу (напр., йонної сили), та ньютонівська чорна плівка має меншу товщину і менш залежна від змін.